# Arroyo (Las Rozas de Valdearroyo)
Arroyo es una localidad española del municipio de Las Rozas de Valdearroyo, perteneciente a la comunidad autónoma de Cantabria.

## Geografía
La localidad se encuentra a 850 m s. n. m. y a 3 kilómetros de la capital municipal, Las Rozas.
La localidad es conocida porque en ella se ubica la presa que retiene las aguas del embalse del Ebro. Parte del pueblo quedó anegado por las aguas tras la construcción del embalse y tuvo que ser reconstruido, aunque hoy en día el pantano es uno de sus principales atractivos.

## Historia
Hacia mediados del siglo XIX, el lugar, por entonces perteneciente al municipio de Enmedio, tenía contabilizada una población de 156 habitantes. Aparece descrito en el tercer volumen del Diccionario geográfico-estadístico-histórico de España y sus posesiones de Ultramar de Pascual Madoz con las siguientes palabras:

ARROYO: l. en la prov. de Santander, part. jud. y adm. de rent. de Reinosa (1 leg.), aud. terr., c. g. y dióc. de Burgos, ayunt. de Enmedio: sit. sobre la orilla der. del Ebro, lo que hace que, á pesar de la ventilacion que disfruta, sea húmedo su clima con todos los inconvenientes que la temperatura de esta naturaleza lleva consigo. Tiene 1 igl. parr. dedicada á Sta. Maria, servida por 1 cura párroco. En su térm. se encuentra 1 mina de carbon de piedra y varios manantiales de aguas ferruginosas que fluyen en diferentes puntos del espeso y dilatado monte que conduce al ex-conv. de Monte-claro. Es muy concurrido este pueblo en tiempo de verano por la gente que de la parte de Castilla y de la prov. pasan á tomar dichas aguas, muy acreditadas para las afecciones de estómago y clorosis. Sensible nos es no poder manifestar á nuestros lectores el análisis químico de estas aguas, que aun no se ha practicado. El terreno es arenisco-calizo con grandes praderias: prod. trigo, y cebada con escasez, abundantes legumbres, muchas y muy ricas yerbas de pasto, frutas silvestres de diferentes especies, como manzanas, avellanas, moctajas, nisperos, etc., y plantas aromáticas y medicinales; cría ganado vacuno, caballar, lanar y de cerda, caza de todas especies, y pesca de truchas y anguilas; entre las bresñas se crian tambien lobos, osos, corzos, jabalies, tasugos, rebecos y gatos monteses: pobl.: 31 vec., 156 alm.: contr. con el ayuntamiento.
(Madoz, 1846, p. 24)

En la actualidad, pertenece al municipio de Las Rozas de Valdearroyo. En 2023, la entidad singular de población de Arroyo tenía empadronados 98 habitantes, todos ellos en el núcleo de población de ese nombre.

## Economía
En la localidad hay varios negocios de hostelería y también diversos alojamientos rurales. A su vez cuenta con instalaciones de deportes acuáticos.